# Mizzi Griebl
Mizzi Griebl, auch Mizi Griebl, gebürtig Maria Griebl, (* 27. Februar 1872 in Baden bei Wien, Österreich-Ungarn; † 8. Juni 1952 in Wien, Österreich) war eine österreichische Sängerin und Schauspielerin.

## Leben
Sie erhielt eine Gesangsausbildung und begann 1890 als Marie Gribl an der Seite ihrer Schwester Lina ihre künstlerische Laufbahn am Wiener Theater in der Josefstadt. In den kommenden Jahrzehnten machte sie Karriere als Sängerin und Schauspielerin an diversen Wiener Bühnen. Operetten-Tourneen führten Mizzi Griebl, wie sie sich später nannte, mehrmals in europäische und asiatische Ausland. Mit dem Aufkommen des Stummfilms in Österreich übernahm sie auch Filmrollen. Bereits in den ersten Jahrzehnten des 20. Jahrhunderts wuchs sie sowohl auf der Bühne als auch im Film in das Fach der komischen Alten hinein. Zur Stummfilmzeit war sie vielfach engagiert, unter anderem in der bedeutenden Verfilmung des Hugo-Bettauer-Romans Die Stadt ohne Juden (1924). Im Tonfilm war sie jedoch nur selten zu sehen und sie zog sich weitgehend ins Privatleben zurück.

## Filmografie (Auswahl)

### Stummfilme
- 1915: Charly, der Wunderaffe (Ö, Regie: Joe May)
- 1916: Der Glücksschneider (Ö, Hans Otto Löwenstein)
- 1919: Seine Schwiegermutter (Ö)
- 1922: Oh, du lieber Augustin (Ö, Hans Karl Breslauer)
- 1923: Boxen ist Trumpf (Ö)
- 1924: Die Stadt ohne Juden (Ö, Hans Karl Breslauer)
- 1925: Zwei Vagabunden im Prater (Ö, Hans Otto Löwenstein)
- 1927: Die Familie ohne Moral (Ö, Max Neufeld)
- 1927: Der Mann ohne Beruf (Das grobe Hemd) (Ö)
- 1927: Im Schatten des elektrischen Stuhls (Ö, Alfréd Deésy)
- 1927: Die Strecke
- 1928: Die beiden Seehunde
- 1928: Andere Frauen (Ö, Heinz Hanus)
- 1928: Die Lamplgasse
- 1928: Hoch vom Dachstein (Ö)
- 1928: Das Mädel aus der Wachau (Ö)
- 1929: Was kostet Liebe?
- 1929: Revolution der Jugend (D/Ö)
- 1929: Hingabe (D/Ö, Guido Brignone)
- 1929: General Babka
- 1929: Der Onkel aus Sumatra (Ö, Julius von Szöreghy)
- 1930: Eine Dirne ist ermordet worden (Ö, Conrad Wiene)

### Tonfilme
- 1931: Stürmisch die Nacht (Ö/D, Curt Blachnitzky)
- 1932: Sehnsucht 202 (Ö/D, Max Neufeld)
- 1935: Der Himmel auf Erden
- 1936: Unsterbliche Melodien (Ö, Heinz Paul)
- 1936: Schatten der Vergangenheit (Ö, Werner Hochbaum)
- 1936: Der Weg des Herzens (Prater) (Ö, Willy Schmidt-Gentner)
- 1940: Der liebe Augustin (Ö, E. W. Emo; Gastauftritt)
- 1943: Gabriele Dambrone (D, Hans Steinhoff)
- 1944: Die goldene Fessel (Ö, Hans Thimig; Gastauftritt)
- 1944/50: Die Schuld der Gabriele Rottweil (D)
- 1946: Der weite Weg (Ö, Eduard Hoesch)